# Yakup Gör
Yakup Gör (10 listopada 1988) – turecki zapaśnik walczący w stylu wolnym. Pięciokrotny uczestnik mistrzostw świata; zdobył dwa medale, srebro w 2014. Dwa razy na podium mistrzostw Europy w latach 2013 – 2014. Trzeci na igrzyskach europejskich w 2015. Pierwszy w Pucharze Świata w 2013 i czwarty w 2017. Trzeci na mistrzostwach śródziemnomorskich w 2010 roku.